# Парламентские выборы в Великобритании (1802)
Парламентские выборы в Великобритании 1802 года прошли с 5 июля по 28 августа 1802 года и стали первыми парламентскими выборами в истории Соединённого королевства Великобритании и Ирландии после Актов об унии 1800 года. В ходе выборов были избраны 658 членов Палаты общин, нижней палаты парламента Соединённого Королевства. Первый парламент состоял из членов бывших парламентов Королевства Великобритании и Королевства Ирландии.
Последние выборы в Палату общин Парламента Королевства Великобритании состоялись в 1796 году, а последние выборы в парламент Королевства Ирландии в 1797 году.
Первый объединённый парламент Соединённого королевства был созван 1 января 1801 года после заключения унии Великобритании и Ирландии. Первая Палата общин Соединенного Королевства состояла из всех 558 членов бывшего парламента Великобритании и 100 членов Палаты общин Ирландии. Объединённый парламент Соединённого королевства проработал почти полтора года и был распущен 29 июня 1802 года. Новый парламент был избран летом 1802 года и созван на первое заседние 31 августа на семилетний срок с этой даты.

## Политическая ситуация
Во время Наполеоновских войн в Великобритании у власти находилось правительство во главе с премьер-министром-тори Генри Аддингтоном, состоявшее из проправительственных вигов и тори, которых по фамилии премьера называли «аддингтонианцами».
Предыдущего премьер-министра, Уильяма Питта Младший, король Георг III вынудил в 1801 году уйти в отставку, отказавшись после заключения унии согласиться на эмансипацию католиков, которая позволила бы католикам заседать в парламенте. Фракция сторонников Питта, называвшего себя независимым вигом, в парламенте в целом поддерживала правительство Аддингтона, но предпочитала держаться обособленно.
25 марта 1802 года Амьенский мир принёс мир с Францией, с которой Великобритания находилась в состоянии войны с 1792 года. Международная ситуация оставалась нестабильной, и возобновление войны всё ещё было возможно.
На выборах коалиция проправительственных вигов и тори, сложившаяся вокруг премьер-министра Аддингтона, уверенно победила оппозиционных вигов Чарльза Джеймса Фокса.

## Даты выборов
В тот период не было ни единого дня выборов. Получив королевский приказ о проведении выборов, местное должностное лицо, ответственное за их проведение, устанавливало график голосования для конкретного избирательного округа или округов, которые его интересовали. Голосование в округах могло продолжаться в течение многих дней.
Выборы проходили в течение почти двух месяцев, с 5 июля и до 28 августа 1802 года.